# Штевнёв, Андрей Дмитриевич
Андрей Дмитриевич Штевнёв (13 октября 1899, Мелитополь — 29 января 1944, близ Лисянки) — советский военачальник, генерал-лейтенант танковых войск (11.02.1942).

## Биография
Родился 13 октября 1899 года в Мелитополе, Таврической губернии в семье рабочего, русский. Работал слесарем на станции. В 1916 году закончил 2-хклассное железнодорожное училище при станции Мелитополь, работал учеником слесаря депо станции Мелитополь, по окончании училища – кочегаром.
С декабря 1917 красногвардеец железнодорожного отряда.. С 1918 года на службе в Красной армии. В марте 1918 вступил в РКП(б)). Участник Гражданской и Советско-польской войн. С января 1919 политкомиссар телеграфной станции штаба 13-й армии (Южный фронт). С июля 1919 по январь 1920 курсант Кремлевских пулеметных курсов. С января 1920 – командир пулемётного взвода 412-го стрелкового полка 138-й бригады (Южный фронт). С июня по сентябрь 1920 – в госпитале по ранению (г. Воронеж).
С сентября 1920 – начальник бронеплощедки бронепоездов № 11 и 74 им. Озолина (14-я армия, Польский фронт). С февраля по апрель 1921 – в госпитале по ранению (г. Курск).
С апреля 1921 – начальник пулемётной команды отдельного кавалерийского дивизиона «Незаможних селян» Запорожского губвоенкомата. С января 1922 – начальник пулемётной команды 129-го Курского полка, с марта 1923 – начальник пулемётной команды 43-го стрелкового полка 15-й Сивашской стрелковой дивизии (Украинский военный округ). С августа 1924 – командир пулемётной роты 43-го стрелкового полка 15-й Сивашской стрелковой дивизии.
В ноябре 1927 окончил Высшую тактическо-стрелковую школу командного состава РККА имени III Коминтерна «Выстрел». С ноября 1927 – помощник командира батальона, с августа 1928 – командир батальона 43-го стрелкового полка 15-й Сивашской стрелковой дивизии. С февраля 1929 – командир пулемётной роты. С января 1930 – ответственный секретарь партбюро Киевской пехотной школы (Украинский ВО). С мая 1931 – комиссар 6-го отдельного пулемётного батальона. С октября 1931 – помполит батальона 1-й механизированной  бригады им. Калиновского.
В период с 1933 по 1934 год проходил обучение в Военной академии им. Фрунзе. С июня 1934 – заместитель начальника политотдела 14-й механизированной бригады. С мая 1936 – командир 5-го отдельного танкового батальона. С 7 мая 1938 – командир 4-го легкотанкового полка. С 7 сентября 1939 – командир 55-й легкотанковой бригады МВО. Участник ввода советских войск в Прибалтику. С 4 июня 1940 – генерал-майор и командир 14-й танковой дивизии 7-го механизированного корпуса.
С началом Великой Отечественной войны, с 24 июня 1941 – начальник автобронетанковых войск (АБТВ) Южного фронта, с 1 июля – помощник командующего Южным фронтом по АБТВ (находился в должности до ее упразднения - 22 января 1942). Затем снова начальник АБТВ Южного фронта.
С 7 августа 1942 командующий АБТВ Юго-Восточного фронта (с 28 сентября 1942 переименован в Сталинградский). 10 ноября назначен заместителем командующего 38-й армии по танковым войскам. С 26 марта 1943 – Командующий БТиМВ 38-й армии. 7 июня 1943 назначен командующим БТиМВ Воронежского фронта (20 октября 1943 переименован в 1-й Украинский фронт).
В январе 1944 1-й Украинский фронт принимал участие в Корсунь-Шевченковской операции. Оперативная группа под командованием Штевнёва двигалась за ударной танковой группой 1-го Украинского фронта, которая имела задание встретиться с войсками 2-го Украинского фронта и сомкнуть кольцо окружения группировки противника. 29 января в 11:30 генерал-лейтенант А. Д. Штевнёв был убит автоматной очередью из немецкой засады в районе посёлка Лисянка.
Изначально похоронен в Житомире, но по просьбе рабочих депо прах А. Д. Штевнева был перевезён в Мелитополь.

## Награды
- Орден Красного Знамени (27.03.1942, 28.04.1943)
- Орден Суворова I степени (10.01.1944)
- Орден Кутузова II степени (27.08.1943)
- Орден Отечественной войны I степени (28.04.1943)
- Орден Красной Звезды (22.02.1941)
- Медаль «XX лет Рабоче-Крестьянской Красной Армии» (1938)